# Trifosforibozil-defosfo-KoA sintaza
Trifosforibozil-defosfo-KoA sintaza (EC 2.7.8.25, 2'-(5-trifosforibozil)-3-defosfo-KoA sintaza, ATP:defosfo-KoA 5-trifosforibozil transferaza, CitG, ATP:defosfo-KoA 5'-trifosforibozil transferaza, MdcB, ATP:3-defosfo-KoA 5-trifosforiboziltransferaza, MadG) je enzim sa sistematskim imenom ATP:3'-defosfo-KoA 5-trifosforiboziltransferaza. Ovaj enzim katalizuje sledeću hemijsku reakciju
ATP + 3'-defosfo-KoA {\displaystyle \rightleftharpoons } 2'-(5-trifosforibozil)-3'-defosfo-KoA + adenin
ATP ne može da bude zamenjen sa GTP, CTP, UTP, ADP ili AMP.

## Literatura
- Nicholas C. Price; Lewis Stevens (1999). Fundamentals of Enzymology: The Cell and Molecular Biology of Catalytic Proteins (Third изд.). USA: Oxford University Press. ISBN 019850229X.
- Eric J. Toone (2006). Advances in Enzymology and Related Areas of Molecular Biology, Protein Evolution (Volume 75 изд.). Wiley-Interscience. ISBN 0471205036.
- Branden C; Tooze J. Introduction to Protein Structure. New York, NY: Garland Publishing. ISBN 0-8153-2305-0.
- Irwin H. Segel. Enzyme Kinetics: Behavior and Analysis of Rapid Equilibrium and Steady-State Enzyme Systems (Book 44 изд.). Wiley Classics Library. ISBN 0471303097.

## Spoljašnje veze
- Triphosphoribosyl-dephospho-CoA+synthase на 